# Oniwaban

Tokugawa Yoshimune

Oniwaban (御庭番?   trad. como «guardia de jardín») —también denominados Niwaban (庭番?)— es un término japonés para referirse al cuerpo de agentes secretos (onmitsu) que tenían la labor de informar al gobierno del Shōgun sobre las actividades de los daimio y los altos funcionarios por todo el país. Los Oniwaban, que a veces son descritos como «ninjas», fueron establecidos durante el gobierno del shōgun Tokugawa Yoshimune (1684-1751).

## Historia
Durante el período Edo, los onmitsu —término que se traduciría como espía o «detective encubierto»— actuban como agentes secretos y realizaban funciones de espionaje, principalmente labores de inteligencia y recolección de información. Para ello contaban a veces con la ayuda de los kobushikata, pequeños grupos de agentes de clase baja que se presentaban como trabajadores móviles y que trabajaban bajo la supervisión de ninjas «Iga». Los Oniwaban seguían un estricto reglamento que, en algunos casos, les prohibía socializar con la población en general. El shōgun Tokugawa Yoshimune estableció los Oniwaban como un grupo élite, originalmente compuesto por unos veinte onmitsu especialmente escogidos, para que estos le informaran sobre los señores feudales —daimyō— y los funcionarios del Shogunato, aunque también tenían encomendadas otras funciones que iban desde la protección de los altos oficiales del gobierno, a ejercer como guardias de seguridad en el Castillo Edo, centro de poder del Shōgunato.
Aunque solían estar desplegados en Edo, cuando se tenían noticias de la conspiración de un daimyō o una revuelta en ciernes, los Oniwaban eran enviados inmediatamente. De acuerdo con algunas fuentes, durante los tumultuosos años del Bakumatsu estos agentes habrían sido enviados incluso a los Estados Unidos para realizar labores de espionaje no solo de la oposición al Shōgun, sino también de los propios estadounidenses. Los Oniwaban desaparecieron tras el final del Shogunato Tokugawa.

## Cultura popular
Los Oniwaban han aparecido representados en algunas series de Manga y Anime, como One Piece, Samurai Champloo, El lobo solitario y su cachorro, Gintama o Rurouni Kenshin.Rurouni Kenshin